# کاخ سنا
کاخ سنا یا ساختمان مجلس سنا (از سال ۱۳۶۲ تا ۱۳۸۰ ساختمان مجلس شورای اسلامی) بنایی مربوط به دوره پهلوی دوم است که در میان سال‌های ۱۳۳۲ تا ۱۳۳۷ خورشیدی در بخش شمالی خیابان سپه (خیابان امام خمینی کنونی) تهران، روبروی دانشکده افسری (دانشگاه افسری امام علی) و در نزدیکی کاخ مرمر ساخته شد. این ساختمان برای برگزاری نشست‌های مجلس سنای ایران ساخته و اختصاص داده شده بود.
پس از انقلاب ۱۳۵۷ برای نزدیک به بیست سال به مجلس شورای اسلامی واگذار شد و برای برگزاری نشست‌های علنی و کمیسیون‌ها و کارهای اداری مورد بهره‌برداری قرار گرفت. این اثر با نام ساختمان مجلس شورای اسلامی در تاریخ ۲۵ آبان ۱۳۸۴ با شمارهٔ ثبت ۱۳۷۳۹ به‌عنوان یکی از آثار ملی ایران به ثبت رسیده است.

## پیشینه
به دلیل اینکه پیشتر محلی برای برگزاری نشست‌های مجلس سنا در نظر گرفته نشده بود، در سالهای نخست، جلسات سنا در عمارت مجلس شورای ملی تشکیل می‌شد. پس از انحلال مجلس در سال ۱۳۳۱ و گشایش دوباره آن در ۱۳۳۲ سناتورها بر آن شدند که هرچه زودتر جایگاهی اختصاصی برای مجلس سنا بر پا کنند. به همین سبب برخی از سناتورها با تلاش بسیار و با همراهی شاه، کاخ شاهپور علیرضا پهلوی را پس از مرگ او در سال ۱۳۳۳ خریداری کردند و به مجلس سنا اختصاص دادند. در این راه، معتصم‌السلطنه فرخ سناتور خراسان تلاش ویژه‌ای کرد.
در شانزدهم اسفند ۱۳۳۳ نخستین نشست مجلس سنا در محل تازه برگزار شد اما چون این محل، گنجایش کافی برای ادارات، کتابخانه و سایر تشریفات مربوط را نداشت، ساختن کاخ مجلس سنا در ضلع غربی کاخ شاهپور علیرضا آغاز شد. این بنا تا سال ۱۳۵۷ برای نشست‌های مجلس سنا مورد استفاده قرار می‌گرفت.

## ویژگی‌های ساختمان کاخ

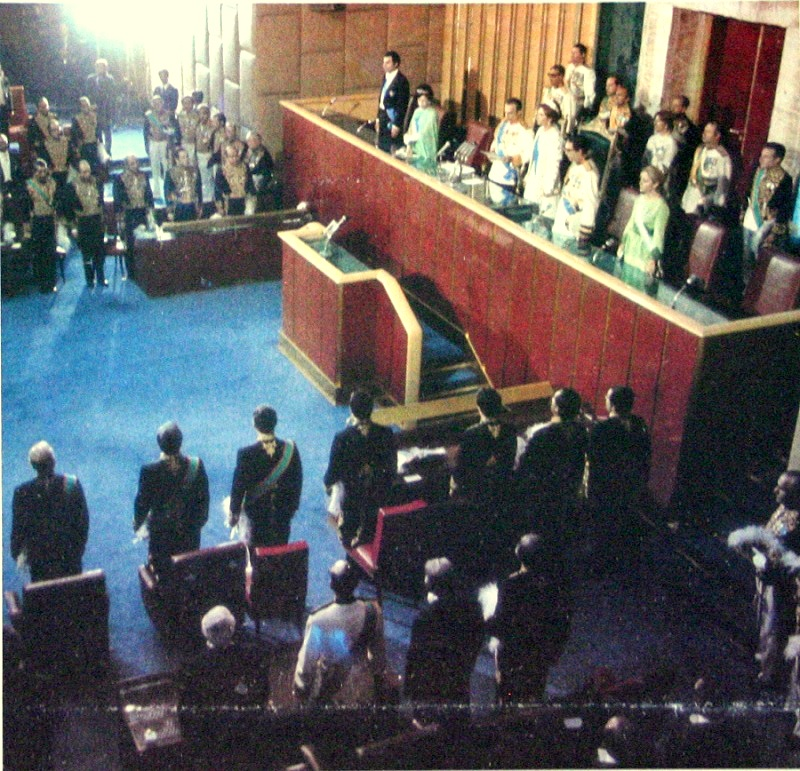
محمدرضا شاه و خانواده سلطنتی در مجلس سنا

در ماهنامه گلبانگ دربارهٔ این ساختمان توضیحات جالبی داده شده است. در این ماهنامه که مخصوص دانشجویان ایرانی در برون‌مرز بود، کوشیده شده است که اطلاعاتی از جزئیات این ساختمان به آنان داده شود. مسعود برزین در شناسنامه مطبوعات ایران از ۱۲۱۵ تا ۱۳۵۷ شمسی در معرفی گلبانگ نوشته است: ماهنامه تاریخی، ادبی و هنری ویژه دانشجویان ایرانی مقیم خارج از کشور. از انتشارات سازمان سمعی و بصری اداره کل هنرهای زیبای کشور (وزارت فرهنگ و هنر). سال ۱۳۴۰ش. ۱۹۶۱م.
معماران این ساختمان آقایان مهندس حیدر غیایی و مهندس محسن فروغی معرفی شده‌اند و عنوان شده که این طرح با مطالعه ساختمان‌های مجالس سنای کشورهای اروپایی و با الهام و الگو از طرح کاخ‌های کهن ایران طراحی شده است.
در این ماهنامه تصویرسازی دقیقی برای شناساندن این کاخ انجام گرفته است:
«ما باتفاق یکدیگر، از در ورودی مجلس سنا، داخل می‌شویم و یکایک قسمتهای جالب توجه این ساختمان بزرگ را تماشا می‌کنیم. همین‌که از پله‌ها بالا رفتیم قبل از هر چیز دو ستون طلایی رنگ که بشکل گیسوان بافته دختر خانمها است توجه ما را جلب می‌کند. مهندسین و تماشاچیانی که تاکنون از کاخ سنا بازدید کرده‌اند، دو ستون طلایی را گیسوی سنا نامیده‌اند …».
تالار نشست‌های علنی کاخ سنا، دیوار جابجا شونده تالار، سقف تالار، چگونگی نورگیری، سنگ و صندلی‌های تالار، میزهای سناتورها و دکمه روی آن، جایگاه و لژهای ویژه آن، پلکان‌ها، فرش تالار و اتاق کمیسیون‌ها از مواردی است که آشکارا در این مقاله به آن پرداخته شده است. همچنین در این مقاله اشاره شده است که:
- سناتورها چند آپارتمان برای پذیرایی از مهمانان خود دارند و ابزارهای آبدارخانه نوین و در دنیا بی‌مانند است.
- بلندای ساختمان کاخ از سطح زمین بیش از سی و دو متر است.
- محوطه باغ کاخ شانزده هزار متر مربع است که شش هزار متر آن زیربنای کاخ شکوهمند سنا است.
- در آذین‌بندی نمای برونی کاخ روی‌هم‌رفته ده هزار متر مربع سنگ مرمر بکار رفته است که از بهترین نوع سنگ مرمر دنیاست.
- ساخت و ساز کاخ سنا نزدیک به چهار سال به درازا انجامید و در این زمان هر روز دویست و پنجاه تن کارگر و معمار بکار آن مشغول بوده‌اند.

### ویژگی‌های معماری

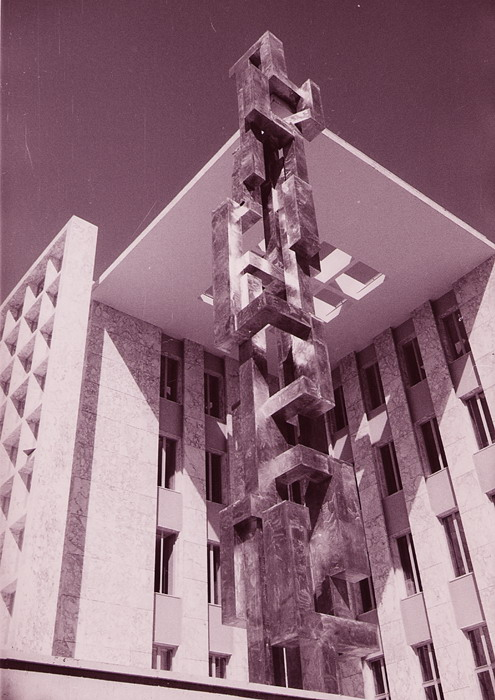
نمایی نزدیک از ستون‌های زنجیرمانند نماد زنجیر دادخواهی کاخ انوشیروان دادگر

نخستین ویژگی که در اولین برخورد با ساختمان به ذهن بازدیدکننده می‌رسد پلکان جلوی این کاخ است که یادآور پلکان‌های کاخ‌های هخامنشی است و با تأکید بر یکپارچگی مرکزی، در حرکتی آرام ما را به سوی شبکه‌ای پیمون‌بندی‌شده (مدولار) از چارگوش‌های هم‌اندازه در بخش مرکزی ساختمان راهنمایی می‌کند، شبکه‌ای ۱۳ در ۹ (روی‌هم‌رفته ۱۱۷ چارگوش) که پنج تای آن‌ها را یک ورودی شاخص با مصالحی متفاوت و دقیقاً در مرکز نما به گونه‌ای استادانه کار گذاشته‌اند که اینجا «جلو خان» ساختمان مجلس است.
همگونی و تقارن نمای کاخ هنگامی بیشتر دیده می‌شود، که ستون‌های فلزی زنجیرگون دو سوی آن را به همراه دو سقف چارگوش درگیرنده (با ۹ گشایش به سوی آسمان) در یگانگی نما در نظر بگیریم. در این بخش معمار، نمادگرایی استعاری - تاریخی خود را در طراحی به نمایش می‌گذارد و با بهره‌گیری از خودآگاهی فرهنگی تاریخی و ملی عنصری از تاریخ را به کاخ پیوند می‌دهد. زنجیرهایی آشکار، سترگ و کارساز، نمادی از زنجیر دادگری انوشیروان دادگر پادشاه ساسانی و نمادی ایرانی از دادگری و عدالت و نیز مردمسالاری و دموکراسی است که نمای متقارن کاخ را به زیبایی قاب کرده و یک برخورد نوین‌گرایانه را در پهنه معماری به آرایه‌های محلی، بومی و تاریخی آذین‌بندی معنایی می‌دهد. نکته اینجاست که همه این آمیزه‌های هنری، هرگز دچار گرفتاری «سطحی‌نگری» نشده، و یگانگی ساختمان را دچار چندگونگی در روند خوانش و پیوندگیری نمی‌کند.
در ادامه حرکاتی همساز، بازنوشونده و رهنما همزمان با دیسه دادن فضای گِرد تالار اصلی، در سویه وارون نمای اصلی، تصویری کاملاً مدرن (در معنای سبک‌شناسانه) پدیدمی‌آورد، که امضای ویژه و معمارانه غیایی در بخش میانی صحن ساختمان، حجم کلی مجلس را شکل می‌دهد.
در بخش اندرونی نیز معمار، بار دیگر با آمیزش اندیشه‌های سازه‌ای و معمارانه و با بهره‌گیری از شکل مدور در پلان، دهنه‌ای سترگ را با پوششی هندسی و زیبا که خود الگو گرفته از از پوشش‌های دوران اوج معماری ایرانی دارد، مسقف ساخته است؛ پوششی طاقی در دوره اوج رویکرد به سازه‌های قابی.
سالن اصلی مجلس گنجایش ۷۰۰ نفر را دارد. یکی از خصوصیات این سالن متحرک بودن آن است، به طوری که در مواقع عادی حجم سالن به وسیله دیوارهای فلزی متحرکی که هم با جریان برق و هم با اهرم‌های دستی حرکت می‌کنند، کوچک‌تر شده و برای برگزاری جلسات عادی آماده می‌شود. این دیوارهای متحرک شش متر ارتفاع دارند و در زمین فرورفته‌اند.

## یادبود

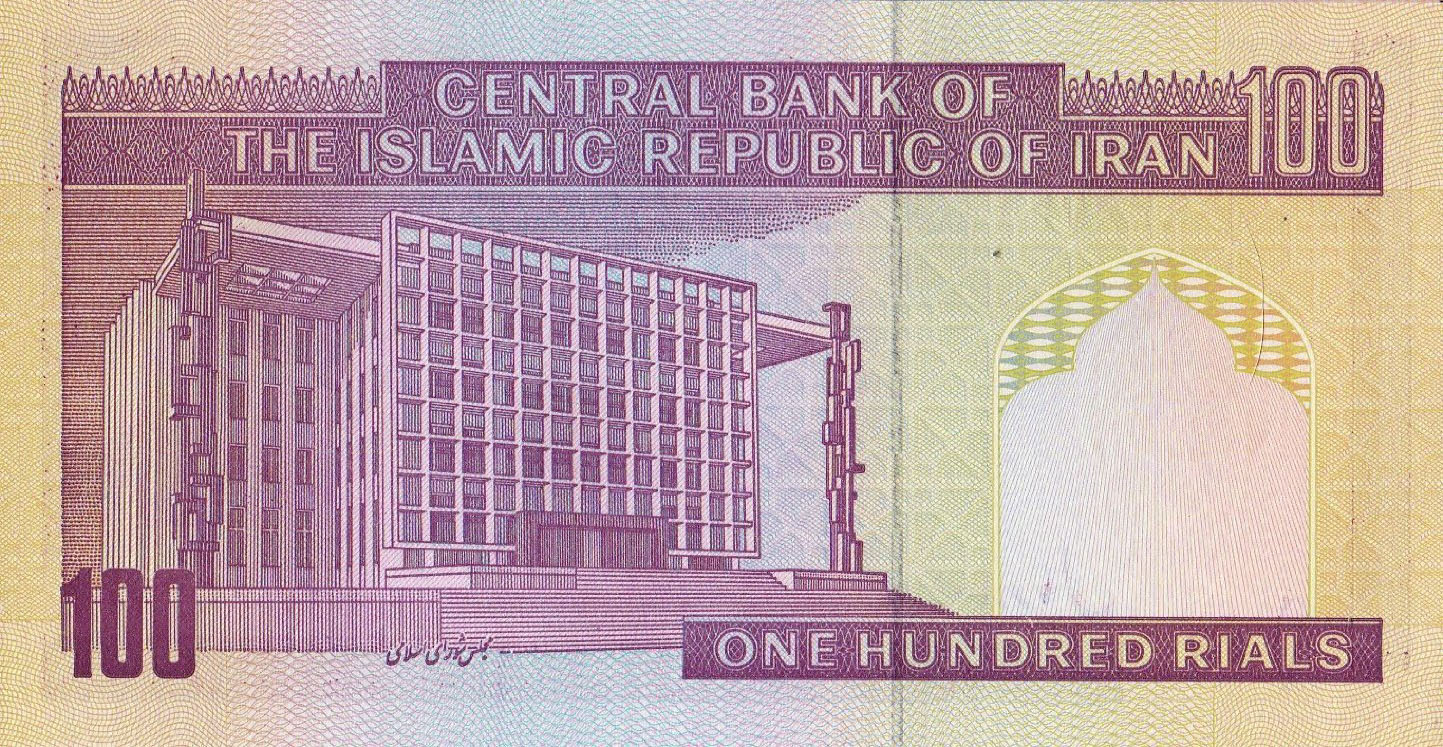
تصویر کاخ سنا (با نام مجلس شورای اسلامی) پشت اسکناس یک صد ریالی

کاخ مجلس سنا که در میان سال‌های ۱۳۳۲ تا ۱۳۳۷ ساخته شد، گذشته از به ارمغان آوردن نام‌آوری باورناکردنی برای غیایی (و همکارش فروغی)، مقام بهترین اثر وی را نیز تا کنون حفظ نموده است؛ این ساختمان از کم‌شمار بناهای دوران معاصر ایران که تصویر آن بر تمبرها و اسکناس‌ها، در هر دو دوره پهلوی و دوره جمهوری اسلامی، ماندگار شده است.
بنای کاخ سنا در دید فراگیر یا جزئی، یکی از آثار شاخص و تأثیرگذار در عرصه معماری معاصر ایران به‌شمار می‌رود. این ساختمان ارزش حفظ و نگهداری در مقام یک اثر ملی و نماینده یک دوره خاص از معماری ایران را داراست.

## کاربری
پس از انقلاب ۱۳۵۷ و فروپاشی دو مجلس، کاخ سنا در آغاز برای آماده‌سازی پیش‌نویس قانون اساسی جمهوری اسلامی ایران به محل برگزاری نشست‌های مجلس خبرگان قانون اساسی تبدیل شد. پس از آن نیز برای برگزاری نشست‌های مجلس شورای ملی (پس‌تر مجلس شورای اسلامی) به آن مجلس واگذار شد و تا سال ۱۳۸۰ نشستهای مجلس در همین محل برگزار می‌شد. با ساخت ساختمان جدید مجلس در میدان بهارستان، از این ساختمان تنها برای برگزاری برخی گردهمایی‌های دولتی و جلسات سالانه مجلس خبرگان رهبری استفاده می‌شود.

## نگارخانه

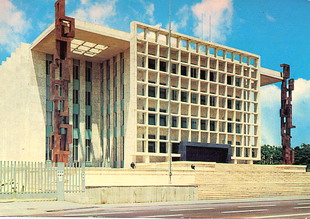
کاخ سنا
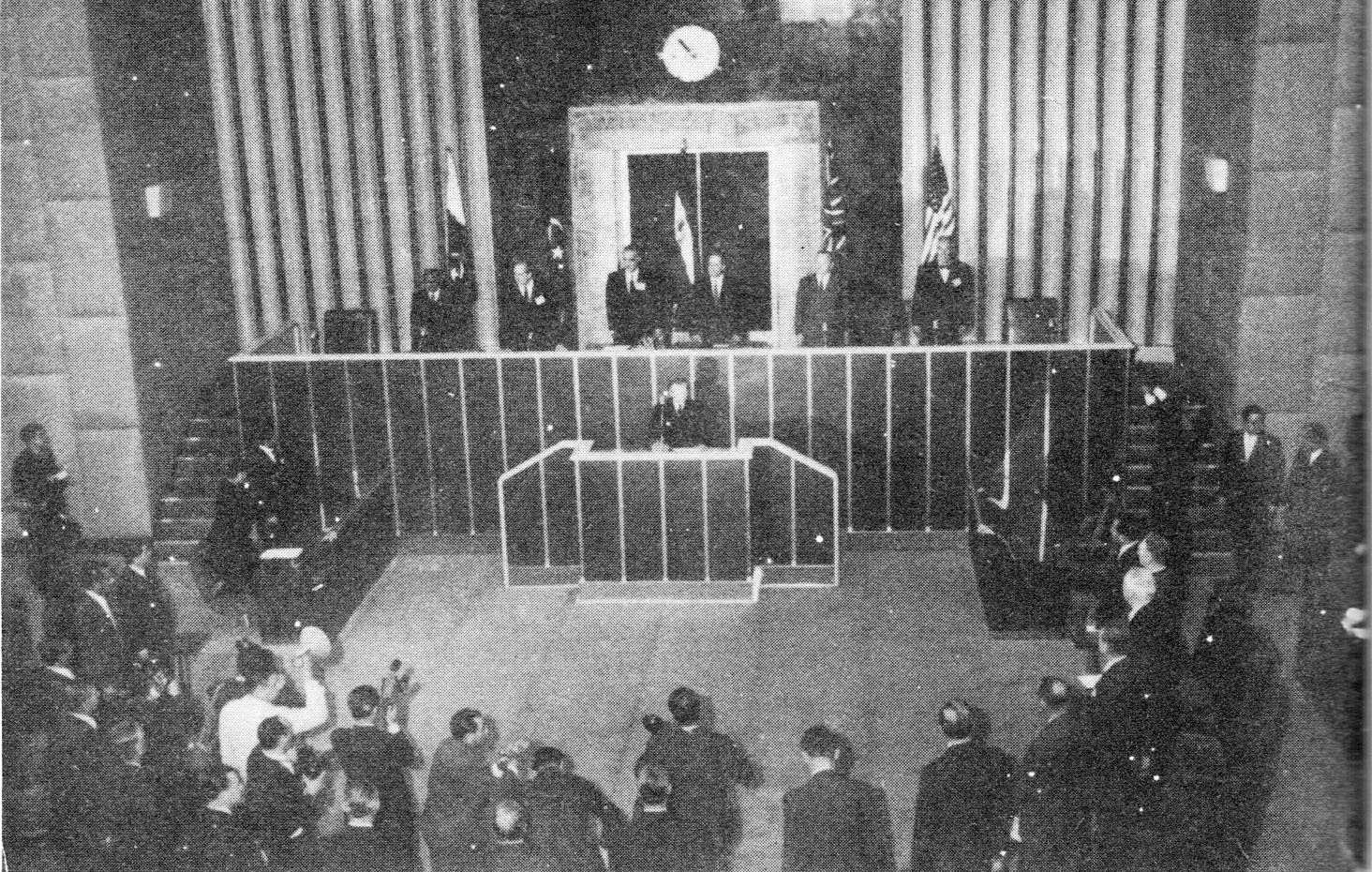
نشست سنتو در تهران، کاخ سنا
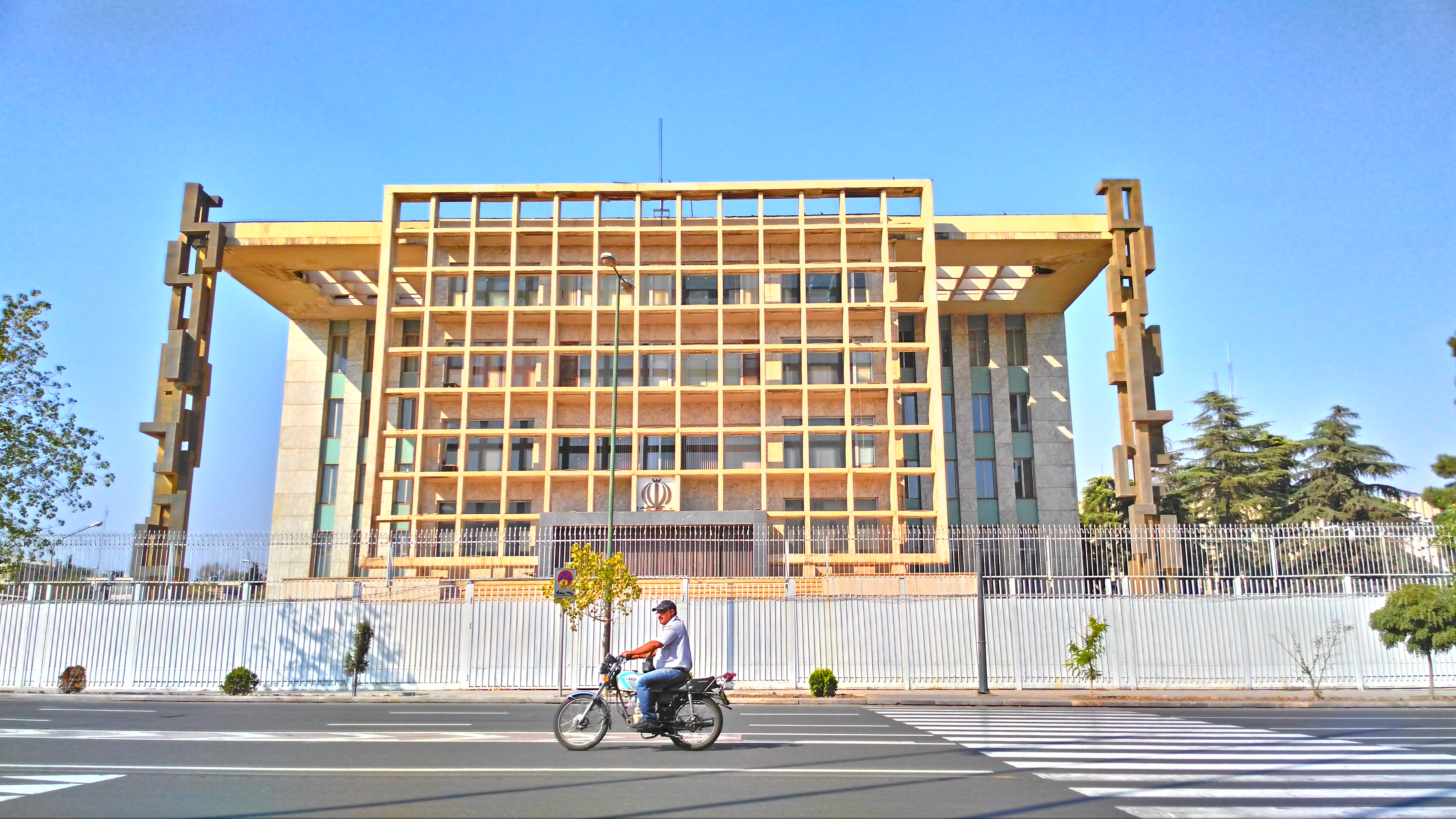
نمای روبروی کاخ سنا
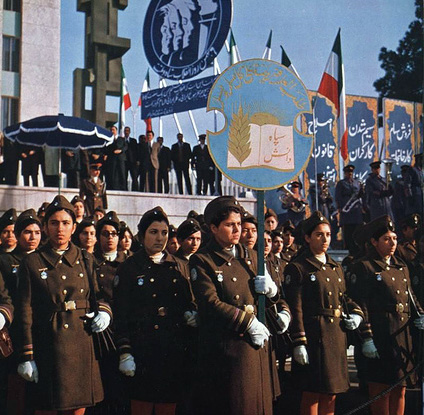
رژه دختران سپاهی دانش در برابر کاخ سنا
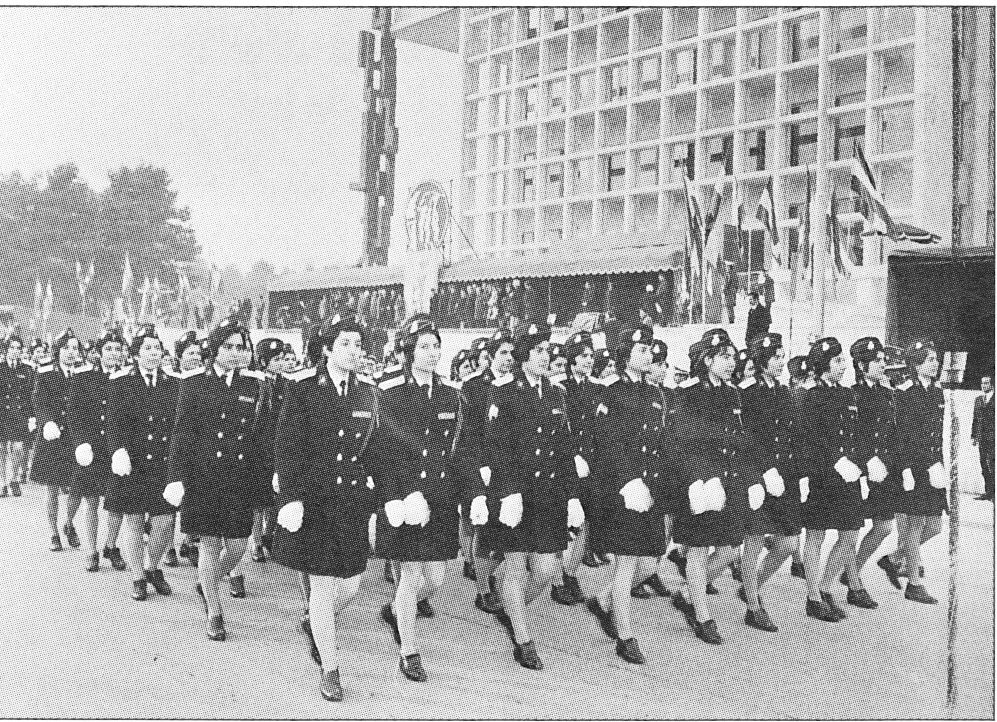
رژه دختران سپاهی دانش در برابر کاخ سنا
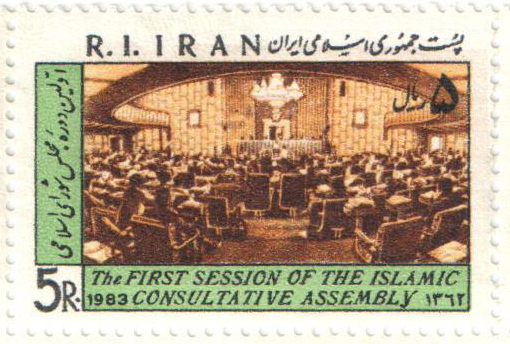
تمبر یادبود نخستین دوره مجلس شورای اسلامی